# Gvózdevka
Gvózdevka (en rus: Гвоздевка) és un poble de l'óblast de Kursk, a Rússia, que en el cens del 2010 tenia 73 habitants. Pertany al districte de Kastórnoie.